# Marcelo Grangeiro (nadador)
Marcelo Grangeiro é um ex-nadador, recordista brasileiro dos 1.500m livres.
Defendeu o Brasil Sul-americano juvenil de 1987, competição na qual sagrou-se campeão na prova dos 400m livre.